# Acamptopoeum nigritarse
Acamptopoeum nigritarse är en biart som först beskrevs av Joseph Vachal 1909.  Acamptopoeum nigritarse ingår i släktet Acamptopoeum och familjen grävbin. Inga underarter finns listade i Catalogue of Life.